# 宁郡王府
39°54′38″N 116°25′07″E / 39.9105266°N 116.4185821°E
宁郡王府是旧北京城内现存的王府中建筑年代较早、规制较高的一座。位于北京市东城区北极阁三条。始建于清雍正八年（1730年），最早为康熙帝十三子允祥之第四子——宁郡王弘皎的府第。现为北京市文物保护单位。
清雍正八年（1730年），怡亲王允祥病卒。世宗念其功，命允祥第七子弘晓袭怡亲王爵，又封其四子弘皎为宁郡王，并建府第。这里自建立以来，未有大规模修缮和更改，目前虽被工厂和居民占用，但仍保存乾隆以前的建筑风貌。府邸之外垣已拆除，大门、正殿、后寝、翼楼及后楼基本保存完整。布局与《乾隆京城全图》完全吻合。各大殿均为歇山灰筒瓦顶。